# Белая шпинель Канди
Белая шпинель Канди (англ. White spinel of Kandy) — исторический драгоценный камень, в XIX веке привезённый из королевства Канди в Европу. Описывается как бесцветный драгоценный камень (скорее всего шпинель), огранённый предположительно в XV веке, массой в 71,25 карата, удельный вес 3,56, более твёрдый, чем топаз, но менее твёрдый, чем корунд, изотропный, не пироэлектрический и имеющий спайность, характерную для шпинели. Его текущее местонахождение неизвестно.

## История камня
В феврале 1803 года англичане предприняли военную экспедицию в королевство Канди, известную как Первая кандийская война. Захватив столицу государства, город Канди, они оставили в нём небольшой гарнизон и объявленного королём пробритански настроенного кандийского принца Муттусами (который был убит при отступлении спустя всего лишь около месяца). В одном из сражений этой войны отличился капитан 19-го пехотного полка Роберт Хоннер — с 300 солдатами и тремя полевыми орудиями он выступил навстречу полковнику Барбюту, сопровождающему Муттусами, рассеял силы противника и благополучно доставил принца в Канди для коронации. В знак признания его выдающихся заслуг Муттусами подарил ему бесцветный драгоценный камень массой в 285 тройских гранов, включённый в изделие из золота и рубинов (или рубиновых шпинелей) — по крайней мере, так утверждал сам Хоннер.
В 1806 году Хоннера, который к тому времени стал майором и был известен жестоким обращением со своими солдатами, уволили из армии за то, что он ударил капитана Лоуренса. По этой причине Хоннер оказался в затруднительном материальном положении. По возвращении в Лондон экс-майор предложил подарок Муттусами лондонской фирме Rundell & Bridge, но они согласились купить только золото и рубины. Видимо, Ранделл и Бридж не придавали бесцветному камню никакой ценности или не были согласны дать за него запрошенную цену. Однако они познакомили Хоннера с мистером Лори, профессором и преподавателем минералогии. Он осмотрел и испытал камень и обнаружил, что тот твёрже топаза. После этого Лори объявил, что камень является бесцветной шпинелью большой ценности. Это решение было поддержано рядом экспертов во главе с хранителем отдела минералогии Британского музея Карлом Кёнигом, которые произвели дальнейшие тесты — в частности, камень подвергли нагреванию на решётке. Далее его передали Джеймсу Сауэрби, который согласился с мнением Лори и Кёнига. В том же году камень был предоставлен мнению многих известных минералогов, большинство из которых согласилось с тем, что это шпинель. Поступили предложения от покупателей из Лиссабона и из Франции, но они были отклонены.
В 1821 году Роберт Хоннер отправился в Тасманию и оставил камень на попечение своего свояка, сэра Чарльза Форбса. Вернувшись домой спустя пять лет, он был занят на службе в Португалии и не предпринимал никаких попыток продать белую шпинель примерно до 1843 года, когда ему случилось быть в Париже. Тогда Хоннер предложил камень, оценённый в 23 000 фунтов стерлингов, королю Франции Луи-Филиппу I, который был готов купить камень после сертификации придворным ювелиром. Но придворный ювелир заявил, что никогда не видел белой шпинели и не знает надёжного теста, который можно бы было применить к драгоценному камню такого рода для удостоверения его подлинности, и сделка не состоялась.
После смерти Роберта Хоннера в 1850 году камень перешёл во владение его вдовы, которая завещала его одному из младших сыновей, преподобному Альфреду Хоннеру. В 1898 году белая шпинель Канди всё ещё принадлежала Альфреду Хоннеру, который взял её с собой в поездку из Австралии в Лондон в надежде найти покупателя.